# انتقائية السرطان
يمكن رؤية انتقائية السرطان من خلال عدسة الانتقاء الطبيعي. يشكل جسم المضيف الحيواني البيئة التي تطبق الضغوط الانتقائية على الخلايا السرطانية. ستحتوي الخلايا السرطانية الأكثر ملاءمة على سمات تسمح لها بالتنافس مع الخلايا السرطانية الأخرى التي ترتبط بها، ولكنها تختلف جينياً عنها. هذا التنوع الجيني للخلايا داخل الورم يعطي السرطان ميزة تطورية على قدرة المضيف على تثبيط وتدمير الأورام. لذلك، هناك حاجة إلى ضغوط انتقائية أخرى مثل العلاجات الإكلينيكية والعلاجات الصيدلانية للمساعدة في تدمير الكمية الكبيرة من الخلايا السرطانية المتنوعة وراثيًا داخل الورم. وذلك بسبب التنوع الجيني العالي بين الخلايا السرطانية داخل الورم الذي يجعل السرطان عدوا هائلا لبقاء الحيوانات المضيفة. وقد اقترح أيضًا أن انتقائية السرطان هو قوة انتقائية دفعت تطور الحيوانات. لذلك، تم إقران السرطان والحيوانات كمنافسين في التطور المشترك طوال الوقت.

## الانتقاء الطبيعي
التطور، الذي يحركه الانتقاء الطبيعي، هو حجر الزاوية لجميع فروع علم الأحياء تقريبًا بما في ذلك بيولوجيا السرطان. في عام1859، نُشر كتاب تشارلز داروين عن أصل الأنواع، حيث اقترح داروين نظريته للتطور عن طريق الانتقاء الطبيعي. الانتقاء الطبيعي هو القوة التي تدفع التغيرات في الأنماط الظاهرية التي لوحظت في السكان بمرور الوقت، وبالتالي فهي مسؤولة عن التنوع بين جميع الكائنات الحية. من خلال الضغوط التي يمارسها الانتقاء الطبيعي على الأفراد التي تؤدي إلى التغيير التطوري بمرور الوقت. الانتقاء الطبيعي هو ببساطة الضغوط الانتقائية التي تعمل على الأفراد داخل المجتمع بسبب التغيرات في بيئتهم التي تختار الصفات الأنسب للتغيير الانتقائي.

## الاختيار والسرطان
يمكن تطبيق هذه الملاحظات نفسها التي اقترحها داروين للتنوع في الأنماط الظاهرية بين جميع الكائنات الحية على بيولوجيا السرطان لتوضيح كيف يدفع الانتقاء التغيير في عدد الخلايا داخل الورم بمرور الوقت. لذلك، لغرض تطور السرطان، فإن جسم الكائن الحي هو البيئة، والتغيرات في البيئة، سواء من خلال العمليات الطبيعية أو العلاجات السريرية، تطبق الضغوط الانتقائية على السرطان التي يمكن أن تدفع التكيف الانتقائي في خلايا الورم السرطانية.

## التنوع ميزة انتقائية
السرطان هو مرض متنوع للغاية ليس فقط أمراضه، ولكن أيضًا في البدء والتطور من الأنسجة غير السرطانية إلى الأنسجة الورمية الخبيثة. يعتبر السرطان عشوائيا في الطبيعة، حيث أن هناك العديد من المتغيرات والاحتمالات التي تساهم في كيفية تطور الخلية أو الأنسجة من حالة غير سرطانية، إلى سرطانية، وفي النهاية إلى ورم خبيث.
يختلف السرطان عن العديد من الأمراض الأخرى بسبب العمر الطويل للمرض بشكل فريد مما يساهم في تنوع الخلايا السرطانية داخل الورم وبين الأورام ذات الصلة في العائل.

## تجانس الورم
مع مرور الوقت، يمكن للأورام السرطانية أن تتقدم في التنوع الجيني بين الخلايا النسيليّة بسبب القدرة على تراكم التغيرات بمرور الوقت، حتى يصل الورم إلى التوازن، مما يسمح بانتشار المرض في جميع أنحاء جسم العائل. تداخل هذا المسار مع جميع المسارات التنموية الأخرى والأحداث المحتملة التي يمكن أن تؤدي إلى نفس نتيجة  النقيلة، ويصبح من الواضح أن السرطان لديه قدرة فريدة على إيجاد طريقة للتقدم في النمط الظاهري السرطاني. لذلك، من لحظة البدء في وضع الخلايا أو الأنسجة في مسار نحو الورم الخبيث، ستراكم غالبية الخلايا السرطانية  طفرات تزيد من التنوع الجيني داخل الورم (عدم التجانس الوراثي داخل الورم). لا يمكن أن تتكون الأورام من خلايا متنوعة وراثيا فحسب، بل يمكن أن تؤدي أيضًا إلى عدم التجانس بين الأورام مما يعني أن الأورام ذات الصلة داخل المضيف نفسه مختلفة وراثيًا. يمنح هذا التجانس في الورم ميزة انتقائية لأفضل خلايا استنساخ ونسخة فرعية للورم. بسبب عدم التجانس وانتشار الخلايا السرطانية دون رادع، يُعطى السرطان ميزة انتقائية ليس فقط على الخلايا غير السرطانية، ولكن أيضًا ضد الضغوط الانتقائية التي تختار ضدها، مثل العلاجات الصيدلانية والسريرية، وكذلك الجهاز المناعي للمضيف.

## المقاومة
بسبب طبيعته المتنوعة، كان السرطان قادرًا على تطوير آليات محددة للغاية ومحددة لمقاومة الضغوط الانتقائية. إن الهدف من الضغوط الانتقائية على السرطان هو تخليص المرض من تنوعه وبالتالي دفعه مرة أخرى إلى حالة أورام أولية أقل ضررًا وعلاجًا أكثر سهولة وأقل تنوعًا وغير سرطانية والتي لا تعتبر مميتة. الحالة الورمية أو الأورام هي ببساطة نمو غير طبيعي للأنسجة التي يمكن أن تتراوح من الشامة غير السرطانية غير المؤذية إلى الورم السرطاني. يمكن للسرطان التحايل على الضغوط الانتقائية السلبية بسبب قدرته على تراكم  الطفرات التي تسبب التنوع الجيني في الخلايا السرطانية مع تكاثر الخلايا . يبدو أن السرطان طور نزعة، أو على الأقل، اختيار اللياقة البدنية. ويتجلى ذلك في قدرة الأورام التي تمر بكميات كبيرة من الطفرات على إيجاد طريقة للخلايا التي تشكل الورم للبقاء على قيد الحياة وإنتاج ذرية خلوية أكثر ملاءمة للبقاء. ولذلك، بدء السرطان (التسرطن ويسمى أيضا تكون الأورام) والتقدم يجب أن يتم حفظها للغاية من الناحية التطورية أو أن الورم تنأى مجرد نتيجة لحجم هائل من الطفرات التي تحدث داخلها.